# Стометровка любви
«Стометровка любви» (пол. Sto metrów miłości) — польская комедия режиссёра Михала Вашиньского, чёрно-белый фильм 1932 года.

## Сюжет
Бродяга Додек решил заняться спортивной карьерой. Однако у каждого серьёзного спортсмена есть меценат, поэтому для начинающего бегуна таким покровителем становится некий Монек или Мешек Ощеп-Сардиненфис. Несмотря на успехи, Додек не отказывается от своего плана. Он побеждает в беге на стометровке, потому что любит девушку из магазина мод и хочет произвести на неё впечатление.

## В ролях
- Адольф Дымша — Додек
- Конрад Том — Мешек Ощеп-Сардиненфис
- Зула Погоржельская — Зося, девушка из магазина мод
- Мечислав Цибульский — Ян Леньский
- Кристина Анквич — Лили, спортсменка
- Францишек Петерсиле — Януш Педалович, бегун
- Людвик Лавиньский — Рыбкес
- Дора Калинувна — Дора, сестра Рыбкеса
- Ежи Кобуш и другие.